# Moloch (cómic)
Moloch el Místico (cuyo nombre real es Edgar William Jacobi) es un personaje ficticio perteneciente a la novela gráfica Watchmen de 1986. Moloch es un antiguo supervillano y mago con rasgos satánicos, incluyendo orejas puntiagudas. Fue creado por el escritor Alan Moore y el dibujante Dave Gibbons.

## Biografía
En el transcurso de su carrera delictiva, entre los años 40 y 60, dirigió a guarida clandestina, construyó un arma de espejo solar como parte de sus intrigas, y se enfrentó a ambos Búhos Nocturnos, a Ozymandias y al Doctor Manhattan. Finalmente fue capturado y pasó los años 60 en prisión, donde se convirtió al cristianismo y abandonó su vida criminal. Luego, trabajó durante algún tiempo para la empresa Desarrollos Dimensionales, donde contrajo cáncer. Moloch residió en Nueva York hasta que fue asesinado en 1985. Rorschach encontró el cadáver de Jacobi y fue inculpado por el asesinato.

## Origen
Pese a que muchos de los personajes de Watchmen están basados en superhéroes de Charlton Comics que fueron comprados por DC, Moore y Gibbons jamás dijeron cuál, si es que alguno,  sirvió como base para Moloch.

## Película
En la película Watchmen de 2009, Moloch es interpretado por Matt Frewer.